# Cathédrale de Marsico Nuovo
La cathédrale de Marsico Nuovo ou cathédrale Notre-Dame-de-l'Assomption-et-Saint-George (en italien : concattedrale di Santa Maria Assunta e San Giorgio) est une église catholique romaine de Marsico Nuovo, en Italie. Elle se dresse sur une colline qui domine la ville. Ancien siège du diocèse de Marsico Nuovo, elle est depuis 1986 l'une des cocathédrales de l'archidiocèse de Potenza-Muro Lucano-Marsico Nuovo.

## Histoire et description
La structure a été érigée en 1131 sous le patronage de l'évêque Enrico et du comte Goffredo. Cette église romane a été détruite par un incendie en 1807. Une nouvelle église a été commandée par l'évêque Ignazio Maroldo et achevée en 1829, mais un tremblement de terre a rasé le bâtiment en 1857. Enfin, une nouvelle cathédrale a été commencée en 1875 et achevée en 1899. Le clocher date de 1293 et a été commandé par le comte Tommaso Sanseverino.
Le portail principal du XVIe siècle est entouré d'un relief de la Vierge du XVIe siècle. L'église est aujourd'hui à nef unique. L'intérieur contient une Vierge à l'Enfant en bois du XIIIe siècle, ainsi qu'une chaire et un chœur du XVIIe. Elle possède des peintures de Nicola Peccheneda. 

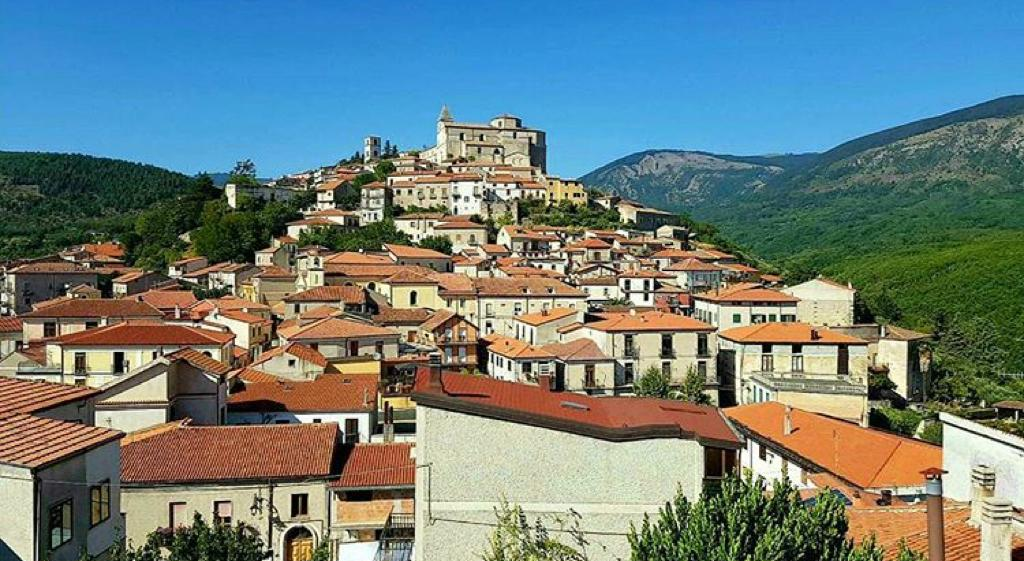
La cocathédrale dominant Marsico Nuovo.
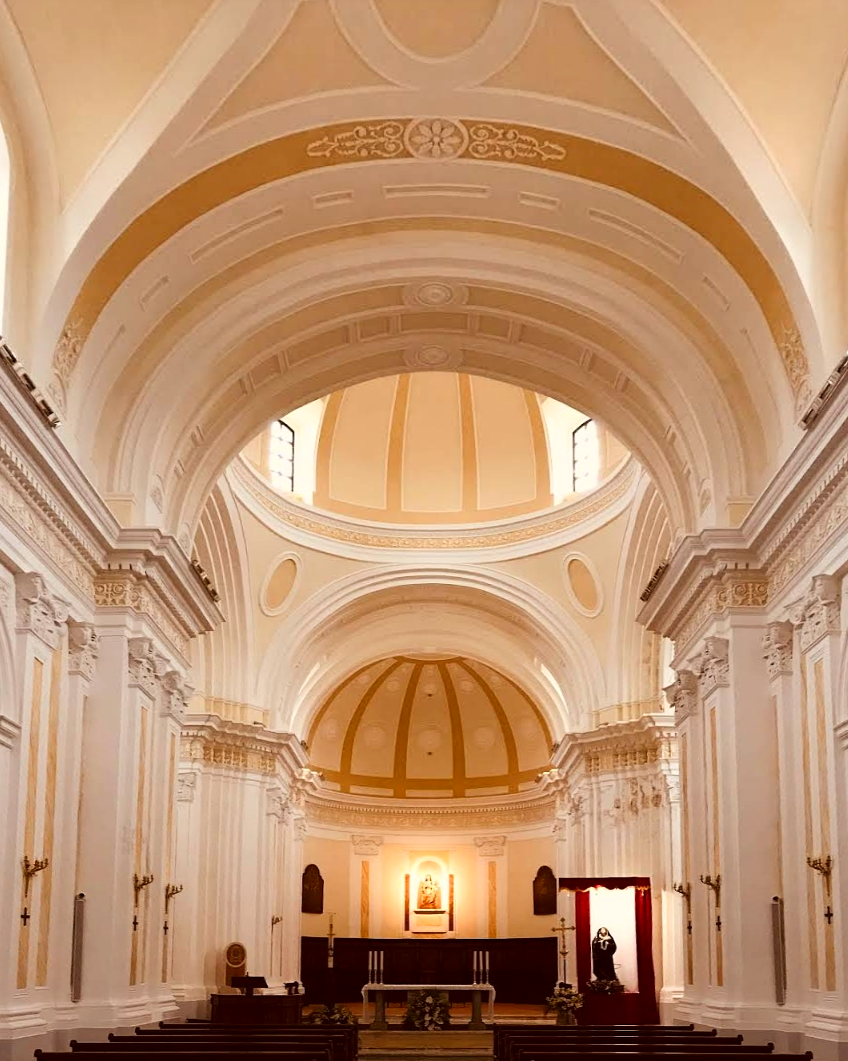
L'intérieur.

## Source
- (en) Cet article est partiellement ou en totalité issu de l’article de Wikipédia en anglais intitulé « Marsico Nuovo Cathedral » (voir la liste des auteurs).

### Articles liés
- Archidiocèse de Potenza-Muro Lucano-Marsico Nuovo
- Liste des cathédrales d'Italie
- Liste des cathédrales de la Basilicate